# Arbanitis mudfordae
Espèce
Synonymes
- Misgolas mudfordae Wishart & Rowell, 2008

Arbanitis mudfordae est une espèce d'araignées mygalomorphes de la famille des Idiopidae.

## Distribution
Cette espèce est endémique de Nouvelle-Galles du Sud en Australie. Elle se rencontre vers Bateau Bay.

## Description
La carapace du mâle holotype mesure 6,96 mm de long sur 5,58 mm et l'abdomen 7,35 mm de long sur 4,51 mm.

## Étymologie
Cette espèce est nommée en l'honneur de Pam Mudford.

## Publication originale
- Wishart & Rowell, 2008 : Trapdoor spiders of the genus Misgolas (Mygalomorphae: Idiopidae) from eastern New South Wales, with notes on genetic variation. Records of the Australian Museum, vol. 60, no 1, p. 45-86 (texte intégral).